# France-Albert René
France Albert René (franceză: [fʁɑ̃s albɛʁ ʁəne]; n. 16 noiembrie 1935, Victoria, Seychelles – d. 27 februarie 2019, Victoria, Seychelles) a fost un avocat de origine seychelliană, politician și om de stat. A servit ca președinte al Seychelles-ului între 1977 și 2004.
De asemenea, a fost cel de-al doilea prim-ministru al țării de la independența acesteia, a servit în 1976 până în 1977.
El a fost poreclit de oficialii guvernamentali din Seychelles și colegii din partid drept „Șeful”.